# داينز كارلسن
داينز كارلسن (بالإنجليزية: Dines Carlsen)‏ هو رسام أمريكي، ولد في 28 مارس 1901 في نيويورك في الولايات المتحدة، وتوفي في 1 أكتوبر 1966 في St. Luke's-Roosevelt Hospital Center ‏ في الولايات المتحدة.